# Bipassalozetes intermedius
Bipassalozetes intermedius är en kvalsterart som först beskrevs av Mihelcic 1954.  Bipassalozetes intermedius ingår i släktet Bipassalozetes och familjen Passalozetidae. Inga underarter finns listade.